# Comarca del Moncayo
La Comarca del Moncayo és una comarca de la província de Sòria, a la comunitat autònoma de Castella i Lleó. Ocupa la part nord-est de la província i té 10 municipis. El cap comarcal és Ágreda.

## Municipis
- Ágreda
- Añavieja
- Beratón
- Borobia
- Cueva de Ágreda
- Dévanos
- Matalebreras
- Noviercas
- Ólvega
- Vozmediano